# Діброва (Стрийський район)
Дібро́ва —  село в Україні, у Стрийському районі Львівської області. Населення становить 71 осіб. Орган місцевого самоврядування — Стрийська міська рада.